# Bruder-Klaus-Kapelle (Binnrot)

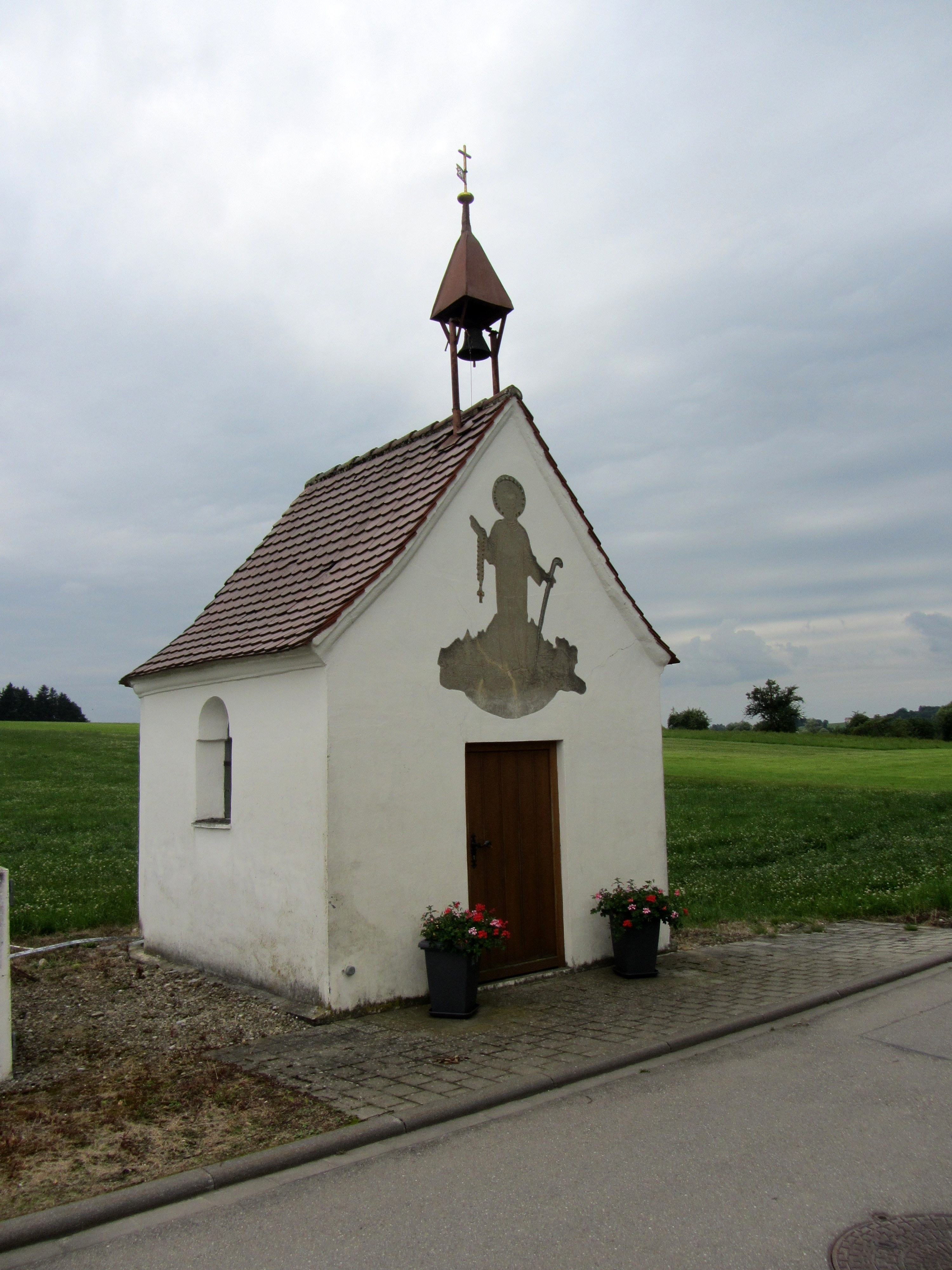
Bruder-Klaus-Kapelle (2007)

Die Bruder-Klaus-Kapelle ist eine Kapelle in Binnrot, einer Gemarkungsexklave der Gemeinde Kirchdorf an der Iller im Landkreis Biberach in Oberschwaben.

## Beschreibung
Die Kapelle wurde in der Mitte des 18. Jahrhunderts erbaut. Sie liegt ungefähr einen Kilometer westlich des Mutterhauses des „Klosters der Franziskanerinnen von der Unbefleckten Empfängnis Unserer Lieben Frau“ an der Außerortsstraße, die Binnrot eine Gemarkungsexklave von Kirchdorf an der Iller, mit Bonlanden verbindet. Der geostete, biberschwanzgedeckte, rechteckige Sakralbau hat ein Satteldach mit eingezogenem Chor und halbrundem Schluss, worüber ein Dachreiter mit Glocke angebracht ist. An der Stirnseite befindet sich ein Fresko, auf dem der Patron der Kapelle, der heilige Niklaus von der Flüe, dargestellt ist. Sie ist im Innenraum mit einer stehenden Madonna und Kniebänken ausgestattet. Der Boden ist mit Fliesen aus Terrakotta belegt.